# Schreineria dholpurensis
Schreineria dholpurensis är en stekelart som beskrevs av Gupta och Jonathan 1967. Schreineria dholpurensis ingår i släktet Schreineria och familjen brokparasitsteklar. Inga underarter finns listade i Catalogue of Life.